# Memoriale dei Socialisti
Il Memoriale dei Socialisti (in tedesco Gedenkstätte der Sozialisten) è un memoriale e luogo di sepoltura situato all'interno del Zentralfriedhof Friedrichsfelde (Cimitero centrale di Friedrichsfelde), a Berlino. Il monumento, inaugurato ufficialmente nel 1951, venne inoltre utilizzato ai tempi della Repubblica Democratica Tedesca come luogo di sepoltura privilegiato - insieme all'adiacente „Pergolenweg“ - per coloro che venivano indicati dalla dirigenza del Partito Socialista Unificato di Germania (SED) come grandi servitori del pensiero socialista. Si riallaccia alla lunga tradizione del circostante Cimitero di Friedrichsfelde, come luogo di sepoltura per i grandi esponenti del movimento operaio tedesco, che dall'inizio del XIX secolo rischiarono o diedero la vita.

## Storia e precedenti del Memoriale

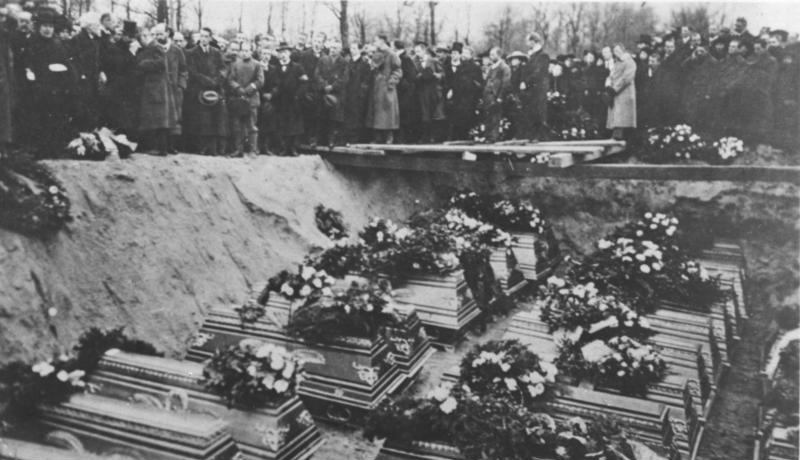
Sepoltura delle vittime spartachiste della Rivolta di gennaio del 1919.

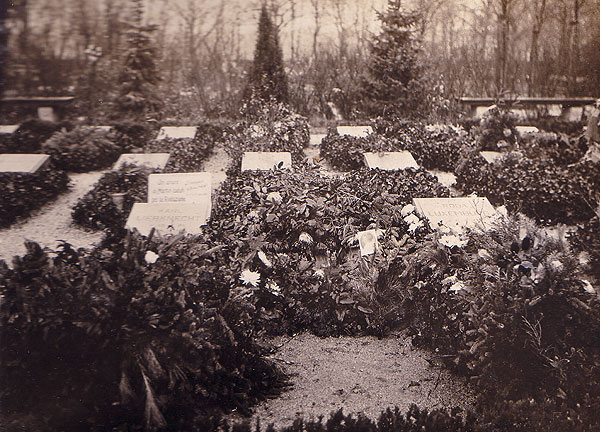
Le tombe di Rosa Luxemburg e Karl Liebknecht, 1919.

### Friedrichsfelde come „Cimitero Socialista“
Quando il Cimitero centrale (Zentralfriedhof) di Friedrichsfelde venne aperto nel 1881, divenne per la prima volta possibile anche a Berlino organizzare riti funebri per persone non facoltose o nobili, in quanto i costi iniziarono ad essere sostenuti dalla Municipalità stessa.
Nell'agosto del 1900 il complesso iniziò a essere conosciuto nell'intera Germania, in quanto al suo interno venne sepolto il fondatore del Partito Socialdemocratico di Germania, Wilhelm Liebknecht. Alle sue esequie parteciparono circa 150.000 persone, muovendo dal quartiere berlinese di Charlottenburg fino a Friedrichsfelde. Poiché in seguito anche Paul Singer, Ignaz Auer, Emma Ihrer ed altri socialdemocratici vennero ivi sepolti, il luogo venne presto soprannominato „Sozialistenfriedhof“ (Il cimitero dei socialisti). 
Le tombe della maggioranza di questi personaggi erano situate al di sopra di una piccola collina, cui venne in breve assegnato dai sostenitori e dai visitatori del complesso il nomignolo di „Feldherrnhügel“, la collina dei generali.
Dopo la rivolta spartachista, durata dal 5 al 12 gennaio 1919, furono portati in corteo e sepolti all'interno di una tomba comune i 33 manifestanti rimasti uccisi durante la repressione della stessa: tra essi si contava anche il fondatore del KPD, Karl Liebknecht. Dopo un'imponente sfilata attraverso il centro di Berlino, il corteo si diresse verso Friedrichsfelde per l'ultimo saluto. Nei giorni e nei mesi a seguire vennero sepolti anche ulteriori rivoluzionari, tra cui Leo Jogiches: questi era un amico e collaboratore di Rosa Luxemburg, morta anch'ella durante le proteste di gennaio, ma del cui cadavere inizialmente non era pervenuta traccia. Solo il 31 maggio 1919, venne riconosciuta l'attivista in un cadavere ritrovato nel Landwehrkanal, ed il 12 giugno successivo venne inumata insieme agli altri caduti della Lega Spartachista. La classe operaia berlinese partecipò numerosa al corteo funebre che percorse i quartieri orientali della capitale.

### Il Monumento alla Rivoluzione di Novembre del 1926

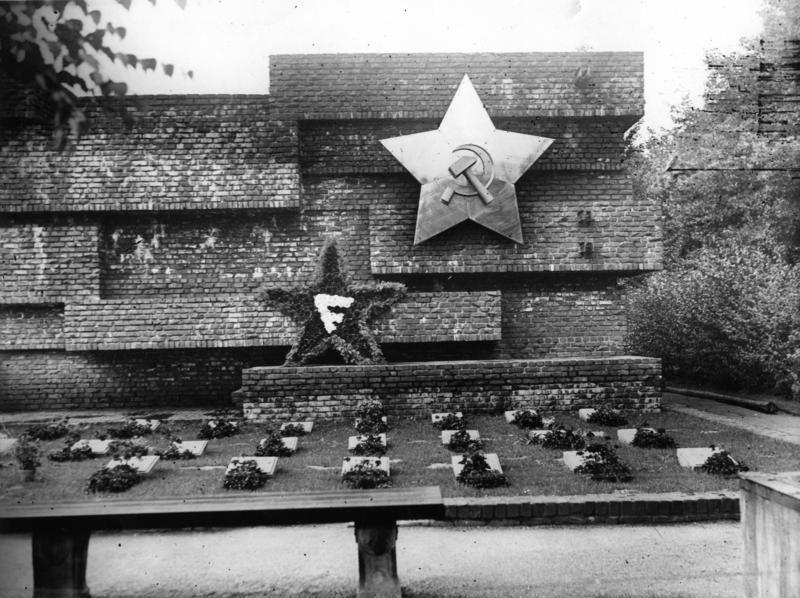
Il Monumento alla Rivoluzione di novembre, 1926.

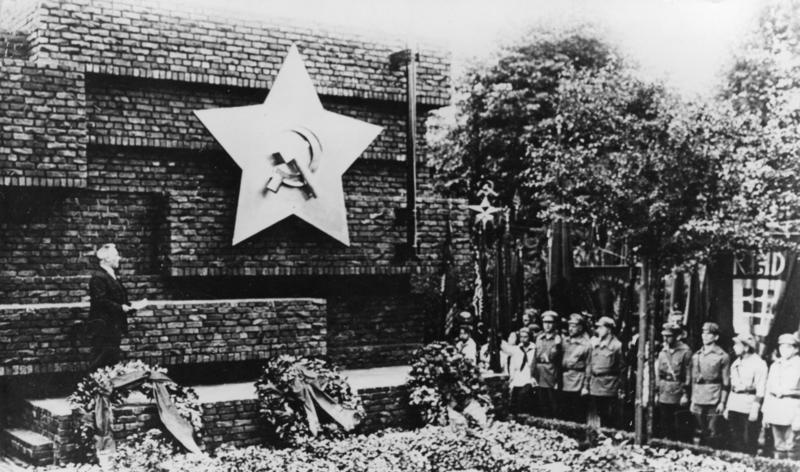
Wilhelm Pieck inaugura il Monumento, giugno 1926.

Al fine di ricordare adeguatamente il fondatore della KPD e le vittime delle agitazioni del 1920, oltre ad altri ulteriori esponenti del movimento operaio, si decise di erigere un monumento memoriale all'interno del cimitero di Friedrichsfelde. Questo obiettivo venne perseguito da un apposito comitato, formatosi su iniziativa di Wilhelm Pieck ed il 15 giugno 1924 vennero festeggiati la posa della prima pietra ed il conseguente inizio dei lavori di realizzazione.
Tuttavia le idee risultavano ancora poco chiare sia al riguardo dell'aspetto finale del monumento, sia sulla forma di finanziamento per l'erezione dello stesso. Tutti i sostenitori della causa furono nel 1925 chiamati a presentare proprie proposte in occasione del congresso del partito. Come idea di base si pensava di realizzare uno schizzo di Auguste Rodin denominato l'indignazione e collocare una statua di bronzo (Genie de la Guerre) davanti ad uno sfondo in muratura. Il muro avrebbe simboleggiato sia la repressione della Comune parigina del 1871 sia la connessione con l'Unione Sovietica ed il riferimento ai rivoluzionari sepolti ai piedi delle mura del Cremlino di Mosca.
Il monumento non venne però realizzato tenendo conto di questo primo suggerimento: l'architetto Ludwig Mies van der Rohe, su commissione del mecenate Eduard Fuchs, progettò il „Monumento a Karl Liebknecht e Rosa Luxemburg“ - noto anche come „Revolutionsdenkmal“ - utilizzando come elemento unico e fondamentale una parte muraria, movimentata dall'avanzare e rientrare di volumi in laterizio. Il monumento venne realizzato dai lavoratori della „Bauhütte Berlin“ durante la primavera del 1926 ed inaugurato - sebbene non ancora completato in attesa degli ultimi fondi - il 13 giugno dello stesso anno. Nelle settimane a seguire il monumento venne completato con semplici mattoni e definitivamente inaugurato l'11 luglio. Gli esponenti comunisti Ernst Meyer, Paul Schwenk e Paul Scholze, così come il rappresentante del „Sozialistischer Bund“ Georg Ledebour tennero i propri discorsi ai presenti di questa seconda celebrazione. Fino al 1933 vennero tenute annualmente all'interno del cimitero - presso il Monumento alla Rivoluzione - parate e commemorazioni, in particolare dedicate a Lenin, Rosa Luxemburg e Karl Liebknecht e spesso indicate come le „LLL-Wochen“ (Settimane delle Tre L).
Nel febbraio del 1933 iniziarono le angherie naziste con il danneggiamento del memoriale, unito all'abbattimento dell'asta portabandiera ed alla rimozione della grande stella socialista. All'inizio del 1935 venne ordinata da parte delle autorità la distruzione dalle fondamenta del Monumento e la copertura delle lapidi memoriali.

### Il nuovo memoriale del 1951

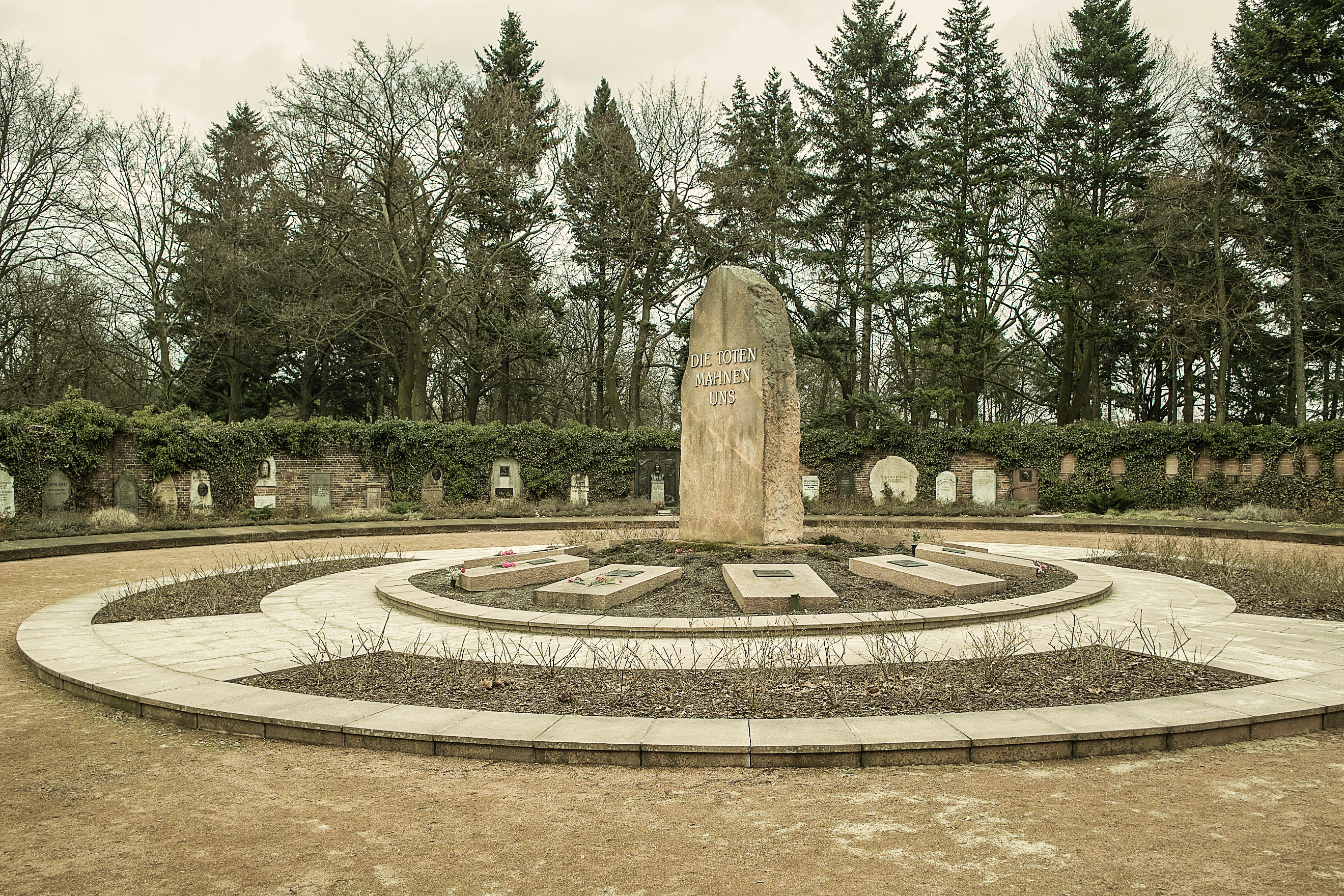
Il nuovo memoriale del 1951

Nel 1947, dopo la fine della seconda guerra mondiale si tenne un concorso per una riprogettazione completa del sistema che prevedeva di ristabilire l'originaria forma del monumento. A tale concorso partecipò anche l'architetto paesaggista Herta Hammerbacher, i cui disegni sono conservati nel Museo di Architettura dell'Università Tecnica di Berlino. Nel settembre 1949 il Consiglio Comunale di Berlino decise di costruire un monumento comune per socialdemocratici e comunisti nella parte anteriore del Cimitero Centrale di Friedrichsfelde. I lavori di ristrutturazione, tra cui la sepoltura delle bare, furono effettuati nel 1950 sotto la direzione di Arnold Munter, consigliere comunale di Berlino, direttore di una impresa di proprietà statale (VEB) e membro onorario della Associazione delle vittime della Regime nazista (VVN). Nel corso dei lavori, pietre tombali di vecchia data insieme a pietre e stele appartenenti a personalità di spicco socialdemocratiche e comuniste del periodo compreso tra la monarchia e la Repubblica di Weimar, furono trasferite nel sito del nuovo memoriale. Sempre nel 1950 il Politbüro del Partito Socialista Unificato di Germania (SED) decise di disporre la sepoltura di altre personalità del movimento operaio nel memoriale, in apposite urne collocate o nello stesso Memoriale o nell'impianto adiacente di "Pergolenweg".
Il 14 gennaio 1951, alla presenza dei leader della Repubblica Democratica Tedesca (in tedesco DDR, Deutsche Demokratische Republik) Pieck, Friedrich Ebert junior e Erich Honecker, il nuovo impianto fu ufficialmente inaugurato nella sua forma attuale con il nome di Memoriale dei socialisti. Nella Repubblica Democratica Tedesca il Memoriale divenne, insieme a Pergolenweg, il degno luogo di sepoltura per personalità di rilievo della Germania socialista e ricorda pertanto la storia del primo Stato socialista sul suolo tedesco.

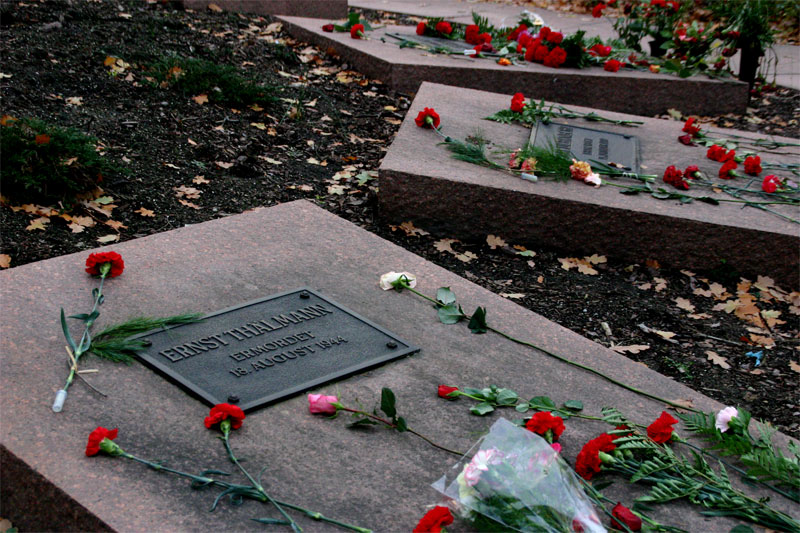
Ernst Thälmann
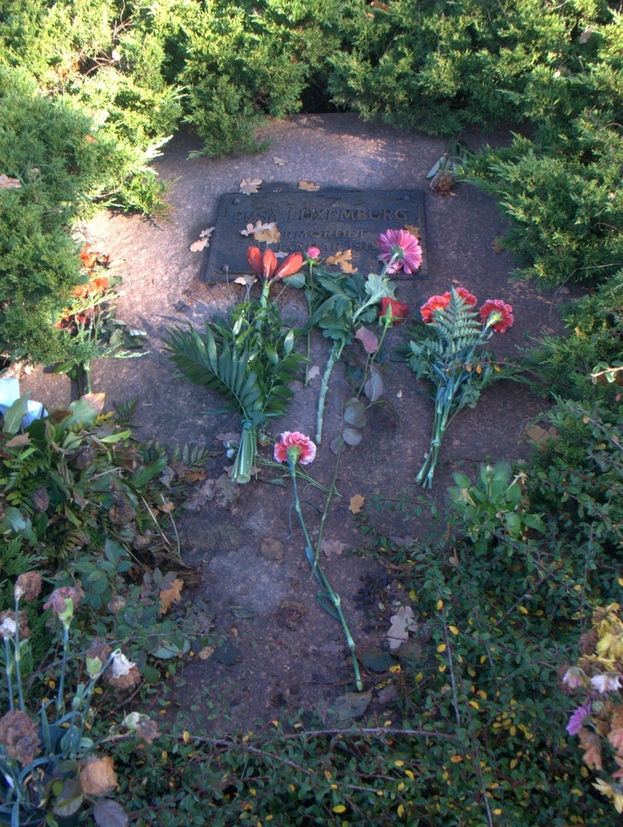
Rosa Luxemburg
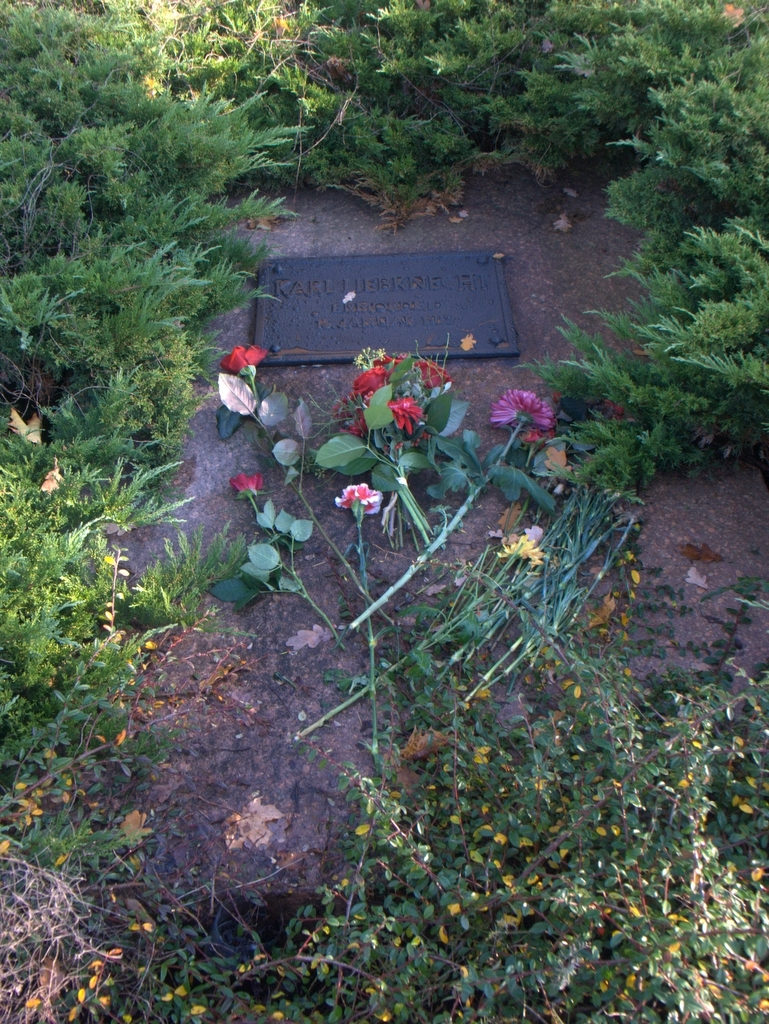
Karl Liebknecht
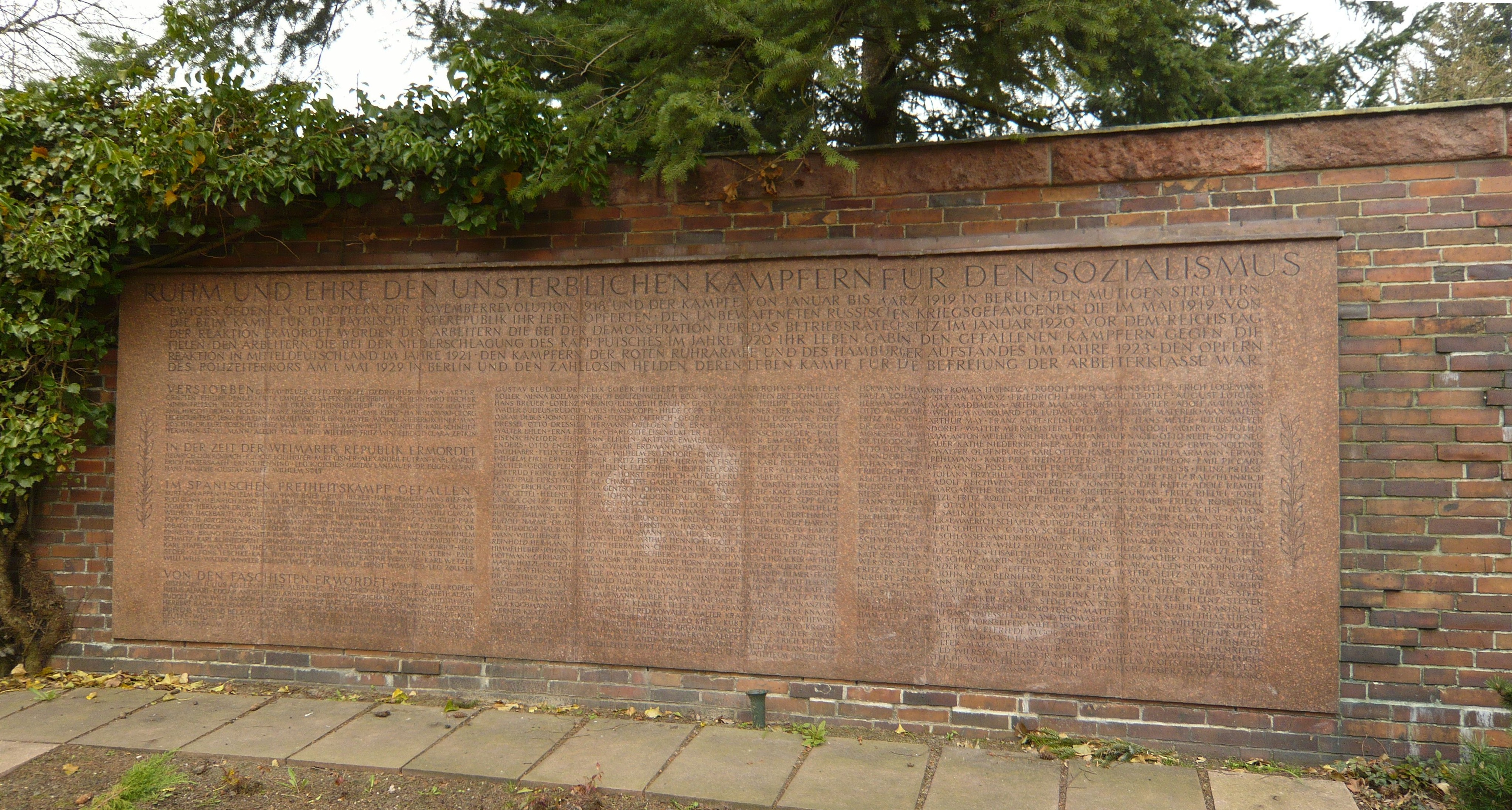
Grande lapide con i nomi delle vittime della Repubblica di Weimar, della Guerra d'Indipendenza Spagnola e della resistenza antifascista 1933-1945